# Glazen Globe
De Glazen Globe is een Nederlandse prijs van het Koninklijk Nederlands Aardrijkskundig Genootschap voor het beste aardrijkskundige kinder- en jeugdboek. De prijs wordt sinds 1987 uitgereikt, aanvankelijk jaarlijks en sinds 1991 tweejaarlijks. De winnaar ontvangt een oorkonde en een glazen object, voorstellende een globe, ontworpen door glaskunstenaar Siem van der Marel.

## Achtergrond
Met de Glazen Globe wil het KNAG kinderen en jongeren enthousiasmeren voor aardrijkskunde. Voor de prijs komen fictie en non-fictie boeken in aanmerking die thema’s behandelen als migratie, cultuurverschillen, sociaaleconomische ongelijkheid, reizen en natuurverschijnselen, zoals aardbevingen en overstromingen. Tot de prijswinnende boeken behoren ook vertalingen.

## Winnaars
- 1987: Geen weg terug, Geertje Gort, Leopold
- 1988: Leven in Lapland, Bodil Hagbrink, Gottmer
- 1989: Het eind van de regenboog: waarom kwamen de Romeinen nooit naar Ierland?, Tonny Vos-Dahmen von Buchholz, Leopold
- 1990: Moenli en de moeder van de wolven, Klaus Kordon, Van Holkema & Warendorf
- 1991/1992: Wij zijn Koerdistan, Elizabeth Laird, Hans Elzenga
- 1993/1994: Een mondvol aarde, Stefanie Zweig, Piramide
- 1996/1997: Engelen van het asfalt, Ineke Holtwijk, Lemniscaat
- 1998/1999: Stiefland, Karlijn Stoffels, Querido
- 1999/2000: Kofi een koningskind, Liesbet Ruben en Babette van Ogtrop, KIT Publishers
- 2003: Gezichten in het vuur, Henning Mankell, Leopold
- 2005: Aan de bal, Lineke Dijkzeul, Lemniscaat
- 2007: Verkocht, Hans Hagen, Querido
- 2009: De Gelukvinder, Edward van de Vendel en Anoush Elman, Querido
- 2011: De flat van Fatima, Janneke Schotveld, Van Holkema & Warendorf
- 2013: Nederland, Charlotte Dematons, Lemniscaat
- 2015: De duik, Sjoerd Kuyper en illustrator Sanne te Loo, Lemniscaat
- 2017: Hoe je een vulkaan kunt blussen, Alda Berglind Egilsdóttir en illustrator Wendy Panders, Lannoo
- 2019: Palmen op de Noordpool, Marc ter Horst en illustrator Wendy Panders, Gottmer
- 2021: De boom met de bittere bladeren, Ruth Erica, Lemniscaat[4]
- 2023: Dit was de plastictijd, Geert-Jan Roebers, Fontaine Uitgevers